# Tiro ai Giochi della XXXI Olimpiade - Trap maschile
La gara di trap maschile dei Giochi della XXXI Olimpiade si è svolta il 7 e l'8 agosto 2016. Vi hanno preso parte 33 atleti.

## Formato
L'evento si articola in tre fasi: un turno di qualificazione, una semifinale e la finale. Nella qualificazione, ogni atleta spara verso 125 piattelli suddivisi in 5 fasi da 25 piattelli l'una. Ad ogni fase, 10 piattelli sono lanciati da sinistra, 10 da destra e 5 frontalmente. I tiratori possono sparare fino a due colpi per ogni bersaglio.
I primi 6 tiratori del turno di qualificazione passano alla semifinale. Qui ogni atleta spara verso 15 piattelli, dove è permesso un solo colpo per ogni bersaglio. Il primo e il secondo si classificano alla finale per l'oro, il terzo e il quarto alla finale per il bronzo. Sia nella finale per l'oro che in quella per il bronzo, ogni atleta spara verso 15 piattelli.

## Record
Prima della competizione, i record olimpici e mondiali erano i seguenti:
| Qualificazione  | Qualificazione                                      | Qualificazione | Qualificazione                     | Qualificazione                |
| --------------- | --------------------------------------------------- | -------------- | ---------------------------------- | ----------------------------- |
| Record mondiale | Giovanni Pellielo (Italia)                          | 125            | Nicosia, Cipro                     | 1º aprile 1994                |
| Record olimpico | Michael Diamond (Australia) Aleksey Alipov (Russia) | 124            | Atlanta, Stati Uniti Atene, Grecia | 21 luglio 1996 15 agosto 2004 |

## Programma
| Data          | Ora (BRT/UTC-3) | Turno          |
| ------------- | --------------- | -------------- |
| 7 agosto 2016 | 9:30            | Qualificazioni |
| 8 agosto 2016 | 9:30            | Qualificazioni |
| 8 agosto 2016 | 15:00           | Semifinale     |
| 8 agosto 2016 | 15:30           | Finale bronzo  |
| 8 agosto 2016 | 15:45           | Finale oro     |

## Turno di qualificazione
| Posizione | Atleta                | Nazione         | 1  | 2  | 3  | Tot 1º giorno | 4  | 5  | Totale | Note |
| --------- | --------------------- | --------------- | -- | -- | -- | ------------- | -- | -- | ------ | ---- |
| 1         | Giovanni Pellielo     | Italia          | 24 | 25 | 24 | 73            | 24 | 25 | 122    | Q    |
| 2         | Ed Ling               | Regno Unito     | 24 | 24 | 25 | 73            | 23 | 24 | 120    | Q    |
| 3         | Josip Glasnović       | Croazia         | 25 | 22 | 25 | 72            | 25 | 23 | 120    | Q    |
| 4         | Ahmed Kamar           | Egitto          | 23 | 23 | 24 | 70            | 24 | 25 | 119    | Q    |
| 5         | David Kostelecký      | Rep. Ceca       | 23 | 25 | 24 | 72            | 23 | 23 | 118    | Q    |
| 6         | Massimo Fabbrizi      | Italia          | 25 | 25 | 25 | 75            | 21 | 22 | 118    | Q    |
| 7         | Alexey Alipov         | Russia          | 21 | 22 | 25 | 68            | 24 | 25 | 117    |      |
| 8         | Khaled Al-Mudhaf      |                 | 24 | 24 | 22 | 70            | 22 | 25 | 117    |      |
| 9         | Giovanni Cernogoraz   | Croazia         | 23 | 21 | 23 | 67            | 25 | 24 | 116    |      |
| 10        | Maxime Mottet         | Belgio          | 23 | 22 | 23 | 68            | 24 | 24 | 116    |      |
| 11        | Vesa Törnroos         | Finlandia       | 22 | 23 | 24 | 69            | 24 | 23 | 116    |      |
| 12        | Adam Vella            | Australia       | 24 | 22 | 23 | 69            | 21 | 25 | 115    |      |
| 13        | Yavuz İlnam           | Turchia         | 24 | 23 | 24 | 71            | 20 | 24 | 115    |      |
| 14        | Abdulrahman Al-Faihan |                 | 24 | 23 | 20 | 67            | 25 | 23 | 115    |      |
| 15        | Roberto Schmits       | Brasile         | 24 | 24 | 23 | 71            | 21 | 23 | 115    |      |
| 16        | Manavjit Singh Sandhu | India           | 23 | 23 | 22 | 68            | 25 | 22 | 115    |      |
| 17        | Alberto Fernández     | Spagna          | 24 | 23 | 22 | 69            | 25 | 21 | 115    |      |
| 18        | Marian Kovačocý       | Slovacchia      | 24 | 21 | 22 | 67            | 23 | 24 | 114    |      |
| 19        | Kynan Chenai          | India           | 22 | 23 | 22 | 67            | 24 | 23 | 114    |      |
| 20        | Eduardo Lorenzo       | Rep. Dominicana | 22 | 22 | 24 | 68            | 24 | 22 | 114    |      |
| 21        | Erik Varga            | Slovacchia      | 23 | 23 | 23 | 69            | 24 | 21 | 114    |      |
| 22        | Boštjan Maček         | Slovenia        | 22 | 22 | 22 | 66            | 24 | 23 | 113    |      |
| 23        | Glenn Kable           | Figi            | 23 | 22 | 22 | 67            | 22 | 23 | 112    |      |
| 24        | Abdel-Aziz Mehelba    | Egitto          | 23 | 20 | 23 | 66            | 24 | 22 | 112    |      |
| 25        | Yang Kun-pi           | Taipei cinese   | 23 | 21 | 20 | 64            | 22 | 24 | 110    |      |
| 26        | Mitchell Iles         | Australia       | 20 | 23 | 22 | 65            | 22 | 23 | 110    |      |
| 27        | Danilo Caro           | Colombia        | 25 | 21 | 21 | 67            | 21 | 22 | 110    |      |
| 28        | Francisco Boza        | Perù            | 22 | 20 | 20 | 62            | 24 | 23 | 109    |      |
| 29        | Erdinç Kebapçı        | Turchia         | 24 | 18 | 24 | 66            | 22 | 20 | 108    |      |
| 30        | Mohamed Ramah         | Marocco         | 22 | 18 | 24 | 64            | 21 | 21 | 106    |      |
| 31        | Fernando Borello      | Argentina       | 21 | 22 | 18 | 61            | 21 | 23 | 105    |      |
| 32        | Stefano Selva         | San Marino      | 23 | 20 | 14 | 57            | 22 | 23 | 102    |      |
| 33        | João Paulo de Silva   | Angola          | 21 | 18 | 22 | 61            | 18 | 19 | 98     |      |

### Semifinale
| Pos. | Atleta            | Nazione       | Totale | Shoot-off | Note |
| ---- | ----------------- | ------------- | ------ | --------- | ---- |
| 1    | Josip Glasnović   | Croazia       | 15     | N.D.      | Q    |
| 2    | Giovanni Pellielo | Italia        | 14     | N.D.      | Q    |
| 3    | David Kostelecký  | Rep. Ceca     | 13     | N.D.      | B    |
| 4    | Ed Ling           | Gran Bretagna | 12     | 3         | B    |
| 5    | Ahmed Kamar       | Egitto        | 12     | 2         |      |
| 6    | Massimo Fabbrizi  | Italia        | 11     | N.D.      |      |

### Finali

#### Finale 3º posto
| Posizione | Atleta           | Nazione       | Totale |
| --------- | ---------------- | ------------- | ------ |
|           | Ed Ling          | Gran Bretagna | 13     |
| 4         | David Kostelecký | Rep. Ceca     | 9      |

#### Finale 1º posto
| Posizione | Atleta            | Nazione | Totale | Spareggi |
| --------- | ----------------- | ------- | ------ | -------- |
|           | Josip Glasnović   | Croazia | 13     | 4        |
|           | Giovanni Pellielo | Italia  | 13     | 3        |